# Auriscalpiaceae
Auriscalpiaceae, es una familia de hongos del orden Russulales, tiene 7 géneros y 47 especies.